# Интернализованный расизм
В исследованиях социальной справедливости интернализованный расизм (также известный как внутренний расизм) представляет собой форму интернализованного угнетения, определяемую социологом Карен Д. Пайке как «интернализация расового угнетения расово подчинёнными». В своём исследовании «Психология расизма» Робин Николь Джонсон подчёркивает, что интернализованный расизм включает как сознательное, так и бессознательное принятие расовой иерархии, в которой предполагаемая раса-доминион постоянно ставится выше других рас. Эти определения охватывают широкий спектр проявлений, включая, но не ограничиваясь, верой в негативные стереотипы, адаптацию к культурным стандартам и мышление, поддерживающее статус-кво (например, отрицание существования расизма).
Интернализованный расизм как явление является прямым продуктом системы расовой классификации и встречается среди различных расовых групп и регионов по всему миру, где раса существует как социальная конструкция. В этих местах интернализованный расизм может оказывать неблагоприятное воздействие на тех, кто с ним сталкивается. Например, высокие показатели интернализованного расизма были связаны с ухудшением состояния здоровья среди чернокожих женщин из Карибского бассейна, повышенной склонностью к насилию среди молодых мужчин афроамериканского происхождения и ростом домашнего насилия среди коренных американцев в США.
Реакции на интернализованный расизм были разнообразными. Многие подходы направлены на разрушение ложных нарративов, усвоенных в результате расовой дискриминации. Примером сопротивления интернализованному расизму является культурное движение «Black is beautiful» в США, которое стремилось «напрямую атаковать идеологию», утверждающую, что тёмный цвет кожи уродлив.

## Терминология и классификация
Исследования, посвящённые интернализованному расизму, существовали задолго до появления самого термина. В 1903 году афроамериканский активист за гражданские права У. Э. Б. Дюбуа писал о «двойном сознании», или «этом ощущении постоянного взгляда на себя глазами других, измерения своей души по меркам мира, который смотрит с насмешливым презрением и жалостью», чтобы объяснить, как самовосприятие американских расовых меньшинств сильно зависит от восприятия их белым большинством.
Социологи Карен и Тран Данг отмечают: «Изучение внутреннего расизма окружено интеллектуальным табу из-за дискомфорта, путаницы и стыда, которые он вызывает. Основная проблема заключается в том, что раскрытие механизмов воспроизводства угнетения через внутренний расизм может привести к обвинению жертв и отвлечению внимания от расистских институтов и практик, которые привилегируют белых за счёт цветных людей. Внутренний расизм также вызывает дискомфорт, поскольку предполагает, что последствия расизма глубже и шире, чем многие готовы признать. В результате он остаётся одним из наименее изученных аспектов расизма».
Хотя некоторые определения интернализированного расизма включают только случаи, когда расовые стереотипы усваиваются маргинализированными расовыми группами, этот термин используется для обсуждения гораздо более широкого круга вопросов. Создатели Шкалы присвоенного расового угнетения (AROS) отмечают, что более точной формулировкой может быть «присвоенное расовое угнетение», поскольку это позволяет избежать возможных обвинений жертв, предполагающих, что усвоение расистских идеалов и установок является результатом какой-либо неудачи угнетённых. Кроме того, термин «присвоение» указывает на то, что интернализированный расизм усваивается из контекста и является продуктом социализации в расово окрашенном обществе.
В качестве альтернативы Бианки, Зеа, Белгрейв и Эчеверри предлагают рассматривать интернализованный расизм как «состояние расовой самоконцептуализации», которое соответствует расовому угнетению, в отличие от диссонанса, сопротивления или интернализации позитивной расовой идентичности.
Внутренний расизм также называют индоктринацией и колониальным менталитетом. Эти термины подчеркивают исторический контекст колониализма, использовавшегося для создания и поддержания системы превосходства белых.
Интернализованный расизм также рассматривается в модели нигресценции, предложенной Уильямом Э. Кроссом в 1971 году. Она объясняет, как интернализованный расизм у афроамериканцев проявляется в убеждении, что белые культурные ценности превосходят их собственные. Кросс пишет: «Движущая сила, стоящая за этой потребностью, требует от афроамериканцев искать одобрения у белых во всех сферах деятельности, использовать белые ожидания как критерий для определения того, что является хорошим, желательным или необходимым». Это убеждение можно изменить, если афроамериканцы будут самостоятельно определять свою идентичность независимо от влияния белых.

### Размеры
Исследователи выделяют различные аспекты для классификации интернализованного расизма. Психологи Дэвид и Окадзаки предложили следующую классификацию: «интернализованная неполноценность, чувство стыда и смущения, физические характеристики, внутригрупповая дискриминация и минимизация или принятие угнетения». В свою очередь, Кампон и Картер используют следующий список: «принятие негативных стереотипов, мышление, поддерживающее статус-кво (отрицание расизма), адаптация к белым культурным стандартам, девальвация собственной группы и эмоциональные реакции». Эти категории влияют на то, как исследователи организуют свои измерения интернализованного расизма.

### Измерения
Учёные предпринимали попытки разработать надёжные методы измерения внутреннего расизма для изучения его связи с показателями здоровья и другими интересующими переменными. Примеры существующих шкал включают шкалу наданолитизации (NAD) и шкалу внутреннего расового угнетения (используется для афроамериканцев), шкалу колониального менталитета (используется для филиппинцев) и шкалу Мочичуа Тепехуани (используется для чикано/латиноамериканских популяций). Шкала усвоенного расового угнетения (AROS) предназначена для измерения уровня внутреннего расизма у всех расовых меньшинств. В рамках AROS Кампон и Картер используют такие утверждения, как «Были времена, когда я стеснялся быть представителем своей расы», «Я бы хотел, чтобы у моих детей была светлая кожа» и «Люди слишком серьёзно воспринимают расовые шутки», для оценки уровня внутреннего расизма у человека.

## Формы проявления
Чтобы изучить упомянутые выше аспекты внутреннего расизма, рассмотрим некоторые способы, с помощью которых учёные исследовали его последствия.

### Самовосприятие/стандарты красоты

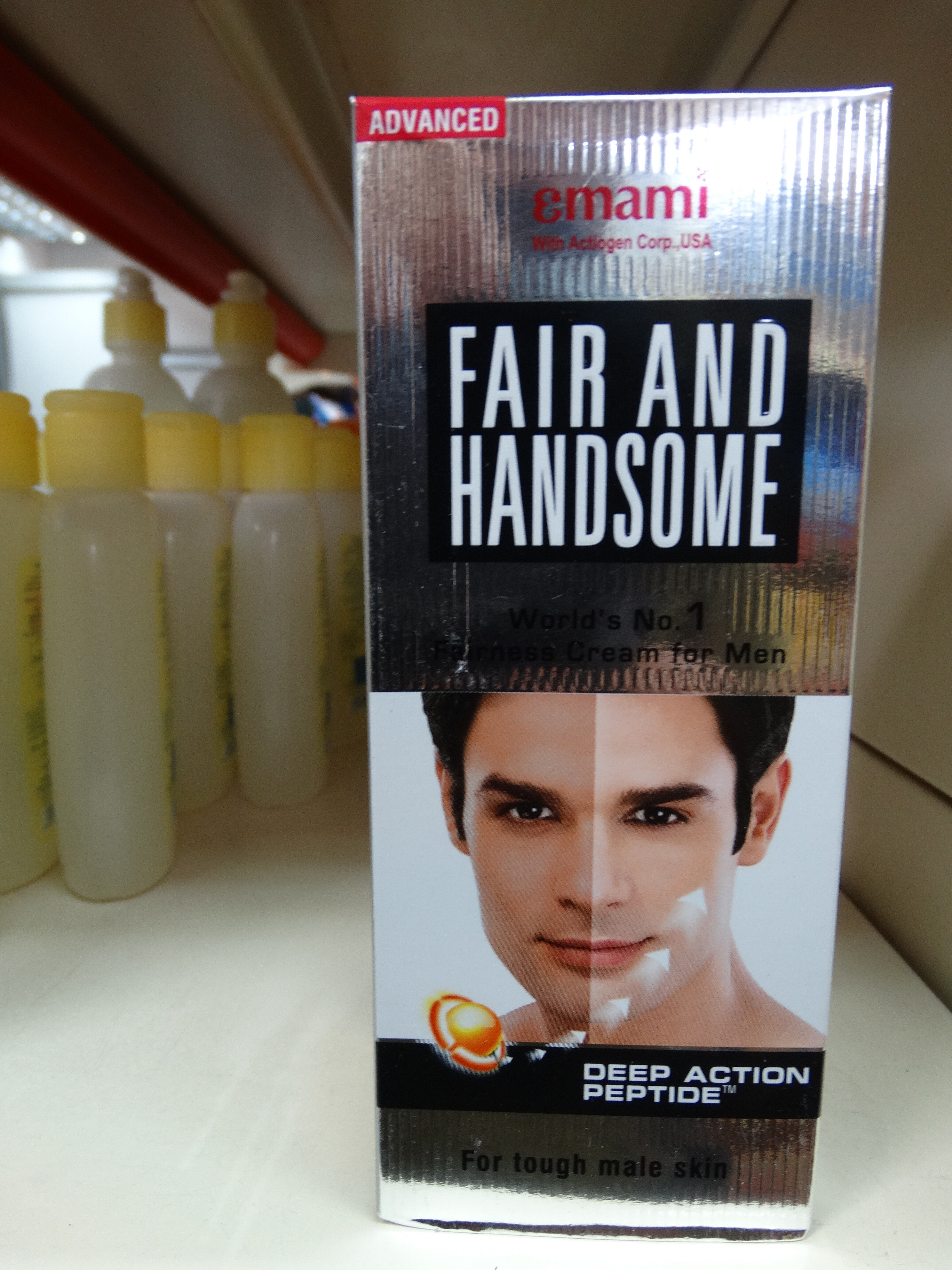
Продукт для отбеливания кожи, Шри-Ланка

Эмпирическим примером интернализованного расизма является эксперимент с куклами Кеннета и Мами Кларк, который проводился в Америке в 1939–1940 годах в период сегрегации чернокожих и белых детей. В ходе эксперимента афроамериканским детям показывали две куклы, которые были идентичны по всем параметрам, кроме цвета кожи и волос: одна кукла была белой с жёлтыми волосами, а другая — коричневой с чёрными волосами. Детям задавали вопросы о том, с какой куклой они хотели бы играть и почему. Все участники эксперимента явно предпочитали белую куклу.
В 2006 году Кирия Дэвис повторила эксперимент с участием 21 афроамериканского дошкольника для своего документального фильма «Девушка, как я» (A Girl Like Me). Дэвис обнаружила, что 15 детей предпочли белых кукол чёрным, приводя аналогичные причины, как и участники оригинального исследования, которые ассоциировали белый цвет с «красивым» или «хорошим», а чёрный — с «уродливым» или «плохим».
Существует также индустрия средств для отбеливания кожи, охватывающая страны от Индии до Китая и США. Поскольку светлая кожа ассоциируется с желательными характеристиками, люди приобретают такие средства, чтобы сделать свою кожу светлее. Аналогичная индустрия существует вокруг продуктов для выпрямления волос, таких как химические релаксанты, выпрямители для волос и горячие расчески. Это связано с тем, что прямые волосы, согласно некоторым стандартам красоты, принятым на Западе, считаются более привлекательными, чем вьющиеся или кудрявые волосы.

### Угроза подтверждения стереотипов
Угроза подтверждения стереотипов — это явление, изучаемое в психологии, при котором представители стигматизированной группы рискуют соответствовать негативным стереотипам через их внутреннюю интернализацию. В исследовании 2018 года, проведенном Тейлором, Гарсией, Шелтоном и Янтисом, отмечается, что как угроза подтверждения стереотипа, так и «эффект черной овцы» являются продуктами интернализированного расизма. При напоминании о негативных стереотипах, связанных с их расой, участники демонстрировали повышенную неуверенность, снижение производительности в задачах и эмоциональные реакции гнева и стыда. Они также стремились дистанцироваться от членов своей группы, подтверждающих стереотипы, чтобы избежать негативных обобщений.
Угроза подтверждения стереотипа, вызванная внутренним расизмом, выходит за рамки индивидуального уровня. Люди, испытывающие внутренний расизм, могут проецировать негативные установки на других представителей своей расовой группы. Например, учителя-цветные в США рискуют воспринимать своих учеников через призму внутреннего расизма. Поскольку ожидания учителя относительно успеваемости ученика могут эмпирически влиять на их образовательные результаты, это повышает риск нарушения образовательного развития учащихся-цветных.
Тодд Платтс и Ким Хузиер, преподаватели социологии в Общественном колледже Пьемонт Вирджиния, исследовали методы снижения угрозы подтверждения стереотипов в классе. Эти методы включают переформулирование задач, изменение системы оценок, при котором студенты остаются анонимными (им присваиваются номера или кодовые имена), что позволяет устранить известные или неизвестные предвзятости преподавателя. Также используются положительные утверждения, направленные на признание положительных качеств студентов для повышения их самооценки и амбиций, и конструктивная обратная связь, которая предоставляет информацию о трудностях студентов и способах их преодоления. Платтс и Хузиер также отметили, что угрозу стереотипов необходимо решать напрямую, обсуждая её в начале семестра, наряду с ожиданиями от студентов, и уделять время повторению материала, чтобы студенты понимали, что успешное прохождение курса возможно.

### Внутрирасовая дискриминация
Интернализованный расизм проявляется как во внутрирасовой, так и во межрасовой дискриминации. В качестве примера внутрирасовой дискриминации Карен Пайке использует термин «защитная маргинализация», описывающий индивидуальные или коллективные действия по дистанцированию от представителей своей же расы, которые ближе к негативным стереотипам. Защитная маргинализация включает использование уничижительного термина «FOB» (англ. Fresh Off the Boat, «только что с корабля») среди американцев азиатского происхождения. Хотя расизм в отношении недавно прибывших иммигрантов азиатского происхождения не является виной самих иммигрантов или других американцев азиатского происхождения, иммигранты часто подвергаются социальному остракизму со стороны представителей своей же расы из-за интернализованного расизма.
Роберт Э. Вашингтон в контексте межрасовой дискриминации среди недоминирующих расовых групп обсуждает «коричневый расизм», термин, обозначающий предвзятость среди небелых цветных людей по отношению к чернокожим людям по всему миру. На примерах из Египта, Китая, Индии и других регионов Вашингтон отмечает, что через интернализованный расизм небелые цветные люди воспроизводят стандарты белой желательности и обесценивание чернокожести. Интернализованный расизм выходит за рамки негативных установок и убеждений в отношении собственной группы: человек может интернализировать и расизм, направленный на другие расы.
Обширное и систематическое исследование, проведенное Heberle et al. (2020), рассмотрело и проанализировало литературу по критическому сознанию. В исследовании оценивалось влияние критического сознания на детей и подростков в возрасте до 18 лет. Авторы пришли к выводу, что подростки, маргинализированные по таким характеристикам, как раса, социальный класс, доход и гендер, могут извлечь пользу из критического сознания. Критическое сознание предполагает не только осознание угнетающих системных сил в обществе, но и наличие «чувства эффективности в борьбе с угнетением, а также участие в индивидуальных или коллективных действиях против угнетения». По мнению Heberle et al. (2020), критическое сознание является важным ресурсом для развития, способствующим расширению прав и возможностей и способствующим процветанию маргинализированных подростков.

### В образовании
Образовательная среда, в которой находятся студенты, может способствовать развитию интернализованного расизма. Расовые различия, проецируемые на студентов из числа меньшинств, могут привести к снижению их успеваемости, что, в свою очередь, может повлиять на их академическую карьеру. Когда студенты из числа меньшинств обучаются в школах, где преподаватели и/или одноклассники преимущественно белые, отсутствие разнообразия может вызывать у них чувство неполноценности. Восприятие доминирующей группы как превосходящей может побуждать студентов из числа меньшинств перенимать культурные нормы этой группы, чтобы избежать отчуждения. Кроме того, преимущественно белая учебная программа, внедренная в систему образования, может создавать у студентов из числа меньшинств впечатление, что важна только евроцентрическая история. Это дополнительно закрепляет у недопредставленных студентов убеждение в незначительности истории их происхождения.

## Примеры по регионам
Хотя большая часть литературы, посвящённой интернализованному расизму, посвящена опыту афроамериканцев в Соединённых Штатах, интернализованный расизм характерен для системного расизма. Ниже мы рассмотрим интернализованный расизм в разных географических регионах мира.

### США

#### Коренные американцы
Для создания государства США на уже заселённой территории часто использовался нарратив о неполноценности коренных народов, чтобы оправдать их подчинение. В результате упрощённого представления коренных народов как побеждённых и белых захватчиков как победителей, внутренний расизм продолжает проявляться в сообществах коренных американцев. Джулиан Райс отмечает, что эгоизм, материалистическая одержимость и апатия к культурным традициям могут рассматриваться как принятие нарративов от правительства США или миссионеров, которые подчёркивали превосходство белых. Лиза Пупар добавляет к этим утверждениям, говоря, что коренные американцы вынуждены жить с «двойным сознанием», одновременно лишённые своих прошлых традиций и постоянно напоминаемые о том, что эти традиции были у них отобраны. Хотя она не стремится использовать внутренний расизм для снятия вины в случаях алкоголизма, домашнего насилия и сексуального насилия, она описывает, как сочетание стереотипов о стойком и диком коренном народе, введение физического насилия в коренные сообщества через требование отправки детей в школы-интернаты и принятие белых представлений о патриархате привело к созданию этих видов насилия и злоупотреблений в сообществах американских индейцев, где они практически отсутствовали до контакта с европейцами. В случае алкоголизма особенно, внутренний расизм, связанный с представлением о неполноценности коренных народов, создал условия зависимости от европейского превосходства, что привело к формированию негативных стереотипов.

#### Американцы азиатского происхождения
Исследование 1993 года, посвященное американским студентам азиатского происхождения в преимущественно белых колледжах, показало, что «студенты в значительной степени полагались на негативные образы, которые доминирующая группа имела об азиатах, при формировании своего повседневного самосознания. Они беспокоились о том, как их воспринимают другие, и предпринимали особые усилия, чтобы дистанцироваться от негативных стереотипов, не выглядя „слишком азиатами“». Исследование также выявило, что «в попытках добиться признания среди белых, некоторые азиато-американские студенты избегали и выражали отвращение к своему сообществу, к которым они применяли негативные стереотипы».
Исследование 2000 года обнаружило, что из-за расово уничижительных образов азиатов в мейнстриме, «американцы азиатского происхождения с раннего возраста усвоили, что вписаться в более широкое доминирующее белое общество означает дистанцироваться от своего сообщества, обладающих нежелательными качествами».
Исследование 2001 года, посвящённое американцам китайского и японского происхождения в третьем поколении и последующих, показало, что респонденты разрабатывали различные стратегии для преодоления своей идентичности в ответ на расовую стигматизацию как «вечных иностранцев» и «образцовых меньшинств». Эти стратегии включали самоиронию, дистанцирование от своего азиатского происхождения и от других азиатов. Такое поведение было направлено на «завоевание расположения белых сверстников» и уменьшение воспринимаемой угрозы.
Исследование 2003 года, посвящённое американцам корейского и вьетнамского происхождения во втором поколении, отмечало, что азиаты в Америке могут сталкиваться с недоверием, враждебностью и насмешками из-за предполагаемой нелояльности и недостаточной ассимиляции в доминирующую белую культуру. Респонденты усвоили эти чувства и «искренне испытывали стыд, смущение, отвращение и дискомфорт по отношению к тем, кого называли FOB». Значительная часть респондентов идентифицировала себя как «обесцвеченные» или как людей, «стыдящихся своей расы и этнической принадлежности» и «пытающихся вписаться в евро-американскую культуру, чтобы казаться «крутыми» и улучшить свой социальный статус». Один из респондентов заявил: «Я не говорю, что корейцы плохие, но кажется, что быть белым — значит быть лучшим».
Исследование 2018 года, проведённое среди американцев азиатского происхождения первого и второго поколений, показало, что «респонденты проявляли (и воспроизводили) внутреннее расовое угнетение (ИРО) как реактивную реакцию на свой опыт стигматизации и дискриминации из-за азиатского происхождения. Кроме того, для многих респондентов опыт расизма был тесно связан с желанием быть белыми. Их высказывания о желании иметь светлые волосы и голубые глаза или отсутствие проблем с понятием «отбелённые» (whitewashed), а также ассоциация «азиатского» с чем-то иностранным и нежелательным, отражают их социализацию, в рамках которой белые люди воспринимаются как норма и «типовые американцы». В их глазах быть белым означало быть «нормальным американцем».

### Китай
Среди китайских диссидентов и критиков китайского правительства популярен внутренний расизм, например, прославление зверств японцев, совершенных во время Второй мировой войны, пропаганда использования уничижительных выражений (таких как «шина» или «саранча») или демонстрация ненависти к китайскому языку, народу и культуре. «Самоненавистнический» расизм направлен на то, чтобы подорвать патриотизм китайского правительства. В 2021 году для борьбы с дискриминацией, вызванной ксенофобией, местничеством и политическим инакомыслием, Комиссия по равным возможностям Гонконга планирует принять закон против «шовинизма», «интернализованного расизма» и «внутрирасовой дискриминации» между жителями Гонконга и материкового Китая.
Случай Китая представляет интерес, поскольку некоторые утверждают, что расизм и сама концепция расы в Китае не существуют. Голландский историк Фрэнк Дикоттер, однако, утверждает, что антиафриканские протесты в Нанкине 1988 года показывают, что в Китае признают расу. Контекст расы и расизма в Китае во многом определяется тем, что большинство населения страны составляют ханьцы (90,56% по данным на 2005 год). Правительство признает 55 этнических меньшинств, что дает ему возможность определять различные группы как легитимные (и, следовательно, имеющие право на льготы, такие как снижение налогов, увеличение субсидий и уменьшение ограничений) или нелегитимные. Один автор утверждал, что политика в отношении сельских рабочих-мигрантов в некоторых городах зависит от их статуса как признанных или непризнанных этнических меньшинств.

### Россия
В российском контексте интернализованный расизм преимущественно затрагивает выходцев с Кавказа, из Средней Азии, представителей африканских стран, а также коренные малочисленные народы Сибири и Севера. Несмотря на формальное этническое многообразие страны, доминирующее положение в общественном дискурсе занимает представление о «русскости» как норме, с которой соотносятся все прочие идентичности. Это способствует усвоению расовых и этнокультурных стереотипов самими представителями маргинализированных групп.

#### Мигранты из Средней Азии и Кавказа
Мигранты из Таджикистана, Узбекистана и Кыргызстана часто сталкиваются с дискриминацией, насилием и унизительными стереотипами, которые представляют их как «грязных», «ленивых» или «угрожающих безопасности» населения. Чтобы избежать давления и ассимилироваться, молодёжь из числа мигрантов нередко дистанцируется от собственной культуры, отказывается от родного языка в публичной среде, изменяет внешность или копирует речевые и поведенческие модели титульного большинства. Внутригрупповая стигматизация — например, осуждение менее «ассимилированных» соотечественников — может служить формой интернализованного расизма.
Исследования показывают, что среди кавказской молодёжи, живущей в Москве, распространены стратегии «самоограничения» — отказ от внешних признаков этнической идентичности, стремление «не выделяться» и даже согласие с негативными стереотипами о своей группе, чтобы избежать враждебного отношения.

#### Коренные народы
Коренные малочисленные народы Сибири, Севера и Дальнего Востока, включая шорцев, ненцев и эвенков, сталкиваются с системной маргинализацией, что ведёт к утрате языков, исчезновению культурных практик и интернализованному чувству «вторичности» своей культуры по сравнению с русской. В некоторых случаях представители коренных народов считают свои традиции устаревшими, стыдятся национальной одежды и не обучают детей родным языкам.
В докладах правозащитных организаций отмечается, что маргинализация этих групп происходит как на уровне государственной политики, так и через социальные установки, усвоенные самими представителями общин.

### Бразилия

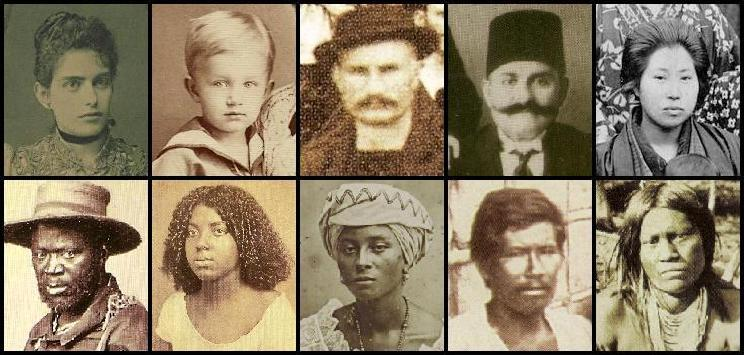
Бразильцы разных национальностей с конца XIX до начала XX века

В Бразилии, где население имеет множество различных этнических корней, раса часто воспринимается как расовая демократия: система, включающая значительное количество межрасовых браков и взаимодействий, что, по мнению некоторых, делает системный расизм не национальной проблемой. Однако многие учёные оспаривают это определение, называя его «мифом о расовой демократии», поскольку предрассудки и дискриминация по расовому признаку всё ещё широко распространены. Тем не менее, важно отметить, что концепция расы как социального конструкта в Бразилии имеет уникальные особенности. В отличие от правила «одной капли крови», применяемого в США (где наличие хотя бы одной капли африканского происхождения определяет принадлежность к афроамериканцам), в Бразилии признаётся спектр расовых и цветовых идентичностей.
Первый значительный пример интернализованного расизма в Бразилии связан с этим явлением. Национальное исследование 1976 года выявило более 100 разговорных терминов, используемых для описания расовых фенотипов. Примеры таких терминов включают «чёрный» (preto, negro), «белый» (branco), «коричневый» или «смешанный» (moreno, mulato), «тёмный» (escuro), «светлый» (claro), «закрытый» (fechado), «веснушчатый» (sarard) и другие. Использование различных терминов для обозначения цвета и расы часто служит доказательством следующих представлений, среди прочих: белый цвет ассоциируется с красотой, чистотой и успехом, тогда как чёрный — с грязью. Антрополог Элизабет Хордж-Фриман особенно отчётливо это наблюдала, работая с беременными женщинами в бедном и рабочем районе Сальвадора, штат Баия, Бразилия. Женщины выражали явное желание и предпочтение к детям с более «белой» внешностью, даже прибегая к практике сжимания носа младенца, чтобы сделать его меньше. Многие из женщин, с которыми она работала, были чернокожими или смешанного расового происхождения.
Расовая идентичность в Бразилии не сводится только к физическим характеристикам. Чернокожие люди могут достичь высокого экономического статуса и признания как «белые» как среди чернокожих, так и среди белых бразильцев. Это связывает экономический успех с белым цветом кожи, а бедность — с черным. Такая ситуация стимулирует стремление к «отбеливанию» — либо через материальное благополучие, либо через межрасовые отношения. Это усиливает интернализованный расизм, так как у бразильцев любой этнической принадлежности возникают преимущественно положительные ассоциации с белыми и отрицательные — с черными.

### Зимбабве и Эсватини
В исследовании, направленном на сравнение уровня интернализованного расизма в стране, пережившей прямую европейскую колонизацию (Зимбабве), и стране, сохранившей до настоящего времени свою доколониальную монархию (Эсватини), социальные ученые изучили влияние исторического контекста и уровня образования на интернализованный расизм. Основной мотивацией для этого исследования стало то, что интернализованный расизм на Африканском континенте в значительной степени оставался малоизученным. Исследование показало, что, несмотря на гипотезу ученых о том, что в Зимбабве уровень интернализованного расизма будет выше, значимой разницы в распространенности интернализованного расизма между странами не обнаружено. Исследователи полагают, что это связано с широким распространением расистских систем, которые все еще оказывали влияние на Эсватини через торговые отношения. Также было выявлено, что высокий уровень образования имеет значительную отрицательную корреляцию с интернализованным расизмом.

## Последствия
В этом разделе рассматриваются последствия внутреннего расизма и объясняется, почему эта тема так важна. Примеры психологического вреда, связанного с внутренним расизмом, не приводятся в попытке описать внутренний расизм как продукт психики угнетённых. Внутренний расизм не определяется как слабость в сознании угнетённых.

### Здоровье
Высокие показатели внутреннего расизма неоднократно коррелировали с различными негативными последствиями для психологического и физического здоровья среди различных групп населения, включая афроамериканцев, афроамериканцев, родившихся в США, афроамериканцев, родившихся за границей, филиппинцев, американцев тихоокеанского происхождения и многорасовых американцев.
Исследование, проведенное учеными Музоном и Маклином, выявило положительную корреляцию между внутренним расизмом у чернокожих людей и их психическим здоровьем, особенно депрессией и психологическим дистрессом. Результаты показали, что афроамериканцы и чернокожие американцы, родившиеся в США, испытывают более высокий уровень внутреннего расизма и, соответственно, имеют худшее психическое здоровье по сравнению с чернокожими американцами иностранного происхождения. Аналогичное исследование, проведенное Грэхемом и Уэстом, обнаружило, что тревога также коррелирует с внутренним расизмом у чернокожих людей. Этот вывод важен, учитывая, что «тревожные расстройства более устойчивы среди чернокожего населения США по сравнению с другими расовыми группами». В том же исследовании описаны методы, которые терапевты могут использовать для снижения уровня тревоги у чернокожих людей, вызванной внутренним расизмом, такие как рационализация негативных мыслей.
Американцы азиатского происхождения также подвержены внутреннему расизму, и для его измерения была разработана Шкала внутреннего расизма среди американцев азиатского происхождения (IRAAS). Исследования с использованием этой шкалы показали, что существует корреляция между психическим здоровьем и степенью принятия американцами азиатского происхождения негативных стереотипов о себе. Эти эффекты включают снижение самооценки, симптомы депрессии и общий психологический дистресс.
Вот ещё несколько примеров исследований, которые показывают, что интернализованный расизм тесно связан с повышенной тревожностью и депрессией, низкой индивидуальной и коллективной самооценкой, слабым чувством этнической идентичности, низким уровнем удовлетворённости жизнью, высоким содержанием жира в организме и другими показателями психологического дискомфорта. Эти исследования показывают, что интернализованный расизм приводит к широкому спектру негативных последствий для психического и физического здоровья тех, кто подвергается расовому угнетению.

### Способствование системному расизму
В своей книге «Что значит быть белым? Развитие белой расовой грамотности» Робин Дианело описывает цикл расизма как петлю обратной связи, использующую власть, контроль и экономику для перехода от (1) систематического притеснения группы к созданию дезинформации, к (2) общественному принятию дезинформации, к (3) интернализованному угнетению и интернализованному доминированию, к (4) расизму, увековечиваемому и поддерживаемому институтами, что приводит к (5) оправданию дальнейшего притеснения. Иными словами, интернализованный расизм участвует в укреплении расизма и обеспечении его продолжения. Он создает оправдание для дальнейшего притеснения расово угнетенных групп. Кроме того, он может способствовать принятию статус-кво, приводя некоторых к выводу, что расизм не является проблемой, требующей решения. Если члены расово угнетенных групп интернализуют обоснованность своего угнетения, у них нет причин оспаривать систему. Интернализованный расизм также можно рассматривать как средство «разделяй и властвуй», направленное на создание конфликтов между расово подчиненными группами и подавление объединенных усилий по борьбе с расизмом.

## Реакция

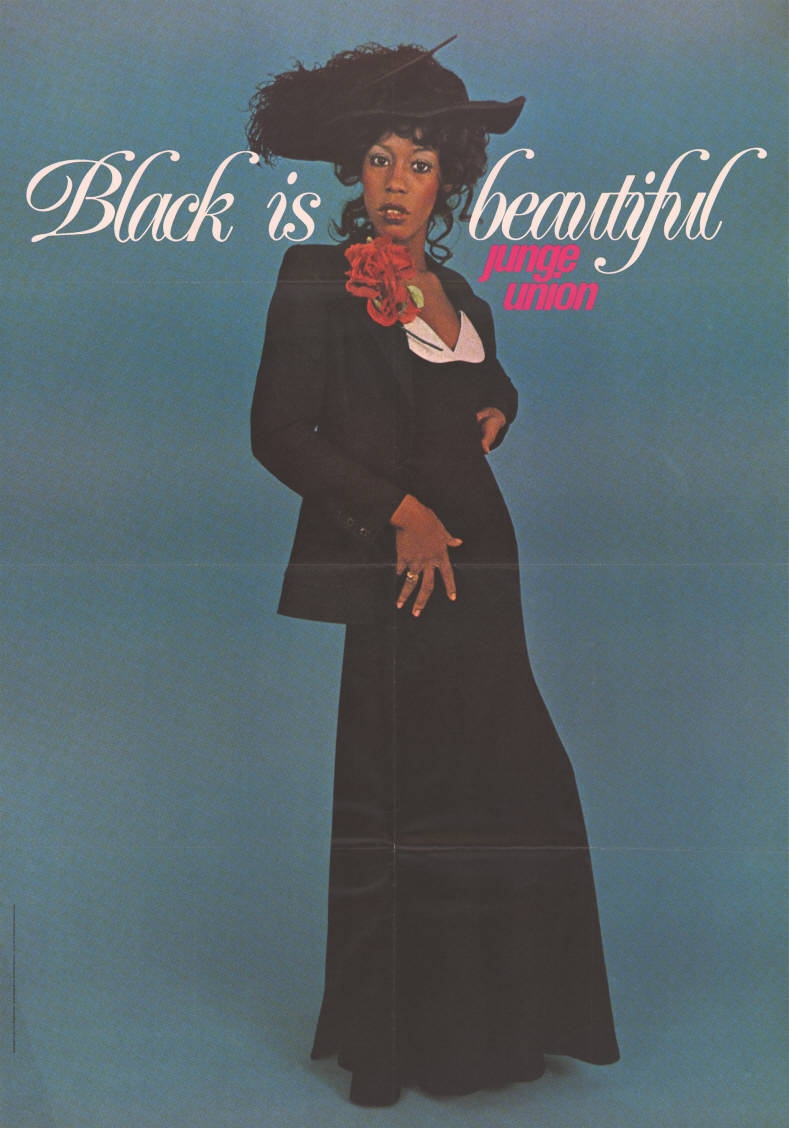
Избирательный плакат «Молодёжного союза Германии», молодёжной организации двух консервативных немецких политических партий, ХДС и ХСС, чей партийный цвет — чёрный, 1974 год.

Рон Чисом, соучредитель и исполнительный директор Института выживания и за его пределами в Новом Орлеане, предлагает шестиступенчатый подход для борьбы с интернализованным расизмом:
1. Анализ интернализованного расового угнетения в историческом и культурном контексте
2. Признание негативных сообщений и разработка программ для их устранения или изменения
3. Изучение механизмов распространения интернализованного расового превосходства среди доминирующих расовых групп
4. Сотрудничество с представителями других расово угнетенных групп
5. Празднование общности и культуры
6. Поддержка организации сообществ и развития лидерства[54]

Дэвид У. Консепсьон отмечает, что борьба с внутренней угнетённостью часто приводит к парадоксу для людей, которым приходится видеть себя одновременно жертвой и виновником этого угнетения. Одним из ключевых факторов преодоления внутренней угнетённости является способность противостоять ложным нарративам, одновременно практикуя самопрощение.
Марк Вайнблатт и Шерил Харрисон подчёркивают, что необходимо признать, что раса является социальной категорией с реальными последствиями, одновременно отвергая ложные представления, лежащие в основе расистских установок. Поскольку найти этот баланс может быть сложно, часто полезно иметь отдельные пространства для тех, кто испытывает внутреннюю угнетённость, и для тех, кто обладает привилегиями. Кроме того, Вайнблатт ясно указывает на необходимость того, чтобы привилегированные люди рисковали своими привилегиями, чтобы способствовать искоренению расизма.
Примером движения, учитывающего некоторые из вышеупомянутых аспектов, является движение «Black is beautiful». Эти усилия начались в рамках движения «Власть чёрных» в 1960-х годах в США. В ответ на представления о том, что чернота ассоциируется с уродством, неполноценностью и меньшей ценностью, представители чернокожего сообщества начали бороться с помощью рекламных и других медийных кампаний. Идея этого движения сохраняется и в настоящее время, воплощаясь в социальных сетях в таких инициативах, как «Black Girl Magic» и «Black Boy Joy», которые направлены на прославление чернокожей культуры.

## Также к прочтению
1. Bloom, Leonard. 1972. The Social Psychology of Race Relations. Cambridge, MA: Schenkman Publishing Company.
2. Chambers, Earle C., Eugene Tull, Henry S. Fraser, Nayasha R. Mutuhu, Natasha Sobers, and Elisa Niles. 2004. "The Relationship of Internalized Racism to Body Fat Distribution and Insulin Resistance among African Adolescent Youth." Journal of the National Medical Association 96(12):1594–98.
3. David, E. J. R. (2013). Brown skin, White minds: Filipino-/American postcolonial psychology (with commentaries). Charlotte, NC: Information Age Publishing.
4. David, E. J. R., & Okazaki, S. (2006). The Colonial Mentality Scale (CMS) for Filipino Americans: Scale construction and psychological implica- tions. Journal of Counseling Psychology, 53, 241–252. https://dx.doi.org/ 10.1037/0022-0167.53.2.241
5. Joint Commission on Mental Health of Children. 1970. Crisis in Child Mental Health: Challenge for the 70s. New York: Harper & Row.
6. Millan, J. B., & Alvarez, A. N. (2014). Asian Americans and internalized oppression: Do we deserve this? In E. J. R. David (Ed.), Internalized oppression: The psychology of marginalized groups (pp. 163–190). New York, NY: Springer.
7. Salzman, M., & Laenui, P. (2014). Internalized oppression among pacific island peoples. In E. J. R. David (Ed.), Internalized oppression: The psychology of marginalized groups (pp. 83–108). New York, NY: Springer.